# اشرف خلیل
الاشرف خلیل (عربی: الملك الأشرف صلاح الدين خليل بن قلاوون)، سلطان مملوک مصر و سوریه که از سال ۱۲۹۰ تا ۱۲۹۳ بر این سلطنت حکومت کرد. وی پس از پدرش، منصور قلاوون، به این مقام رسید و پس وی، الناصر محمد به مسند سلطنت ممالیک رسید. در زمان وی، عکا، اخرین مقر صلیبیون در اراضی مقدس تسخیر شد تا دوره حضور صلیبیون در اراضی مقدس به پایان برسد.